# José Guilherme de Toledo
José Guilherme de Toledo (ur. 11 stycznia 1994 w São Paulo) – brazylijski piłkarz ręczny, prawy rozgrywający, od 2019 zawodnik Vardara Skopje.
Reprezentant Brazylii, mistrz (2016) i wicemistrz (2018) Ameryki, uczestnik mistrzostw świata. Król strzelców mistrzostw świata U-19 na Węgrzech (2013; 64 bramki).

## Kariera klubowa
Początkowo grał w brazylijskim Handebol Itapema. W 2014 podpisał trzyletni kontrakt z hiszpańskim BM Granollers. W sezonach 2014/2015 i 2015/2016 rozegrał w lidze ASOBAL 30 meczów, w których zdobył 104 bramki. W sezonie 2014/2015 wystąpił ponadto w pięciu meczach Pucharu EHF, w których rzucił 16 goli.
W listopadzie 2015 został zawodnikiem Wisły Płock, z którą podpisał dwuipółletnia umowę (zgodnie z pierwotnymi ustaleniami miał trafić do płockiej drużyny w lipcu 2016). Według hiszpańskich mediów kwota transferu wyniosła 40 tys. euro. W płockim zespole zadebiutował 11 listopada 2015 w wygranym spotkaniu ze Śląskiem Wrocław (35:26), a po raz pierwszy w Lidze Mistrzów wystąpił trzy dni później w meczu z tureckim Beşiktaşem (32:26). W sezonie 2015/2016 rozegrał w Superlidze 16 spotkań i zdobył 46 goli, a w LM zanotował osiem meczów i rzucił 30 bramek.
W sezonie 2016/2017 rozegrał w Superlidze 25 meczów i rzucił 47 bramek, a w Lidze Mistrzów wystąpił w dziewięciu spotkaniach, w których zdobył 17 goli. W rozegranym 24 maja 2017 pierwszym spotkaniu finałowym polskiej ligi z Vive Kielce (24:25), sfaulował w 12. minucie Krzysztofa Lijewskiego, rozcinając mu brodę i powodując krwiaka na krtani oraz wykluczając go z gry w spotkaniu rewanżowym. W trakcie meczu sędziowie ukarali go za ten faul karą dwóch minut. 26 maja 2017 Komisarz Ligi Piotr Łebek nałożył na Wisłę Płock i de Toledo karę pieniężną w wysokości 10 tys. zł. Zobowiązał też zawodnika do publicznych i osobistych przeprosin Krzysztofa Lijewskiego. Komisja Odwoławcza przy Związku Piłki Ręcznej w Polsce na odbytym 18 lipca 2017 posiedzeniu uchyliła w całości karę.
W sezonie 2017/2018 rozegrał w Superlidze 34 mecze i zdobył 101 goli, a w Lidze Mistrzów wystąpił 14 razy i rzucił 41 bramek. W sezonie 2018/2019 rozegrał w Superlidze 30 meczów i zdobył 87 goli oraz otrzymał nominację do nagrody dla najlepszego bocznego rozgrywającego ligi. W Lidze Mistrzów wystąpił z kolei w 13 spotkaniach, w których rzucił 41 bramek. Po raz ostatni w barwach Wisły zagrał 22 maja 2019 przeciwko Vive Kielce (26:26).
W 2019 przeszedł na zasadzie transferu definitywnego do macedońskiego Vardara Skopje.

## Kariera reprezentacyjna
W 2013 zagrał w mistrzostwach świata U-19 na Węgrzech – w turnieju tym zdobył 64 gole, zostając wraz z Rumunem Nicusorem Negru królem strzelców turnieju. Podczas mistrzostw świata U-21 w Brazylii (2015) wystąpił w siedmiu meczach, w których rzucił 14 bramek.
W 2015 wziął udział w mistrzostwach świata seniorów w Katarze – w sześciu meczach zdobył 11 bramek. W 2016 wraz z reprezentacją Brazylii wywalczył mistrzostwo Ameryki – w rozegranym 19 czerwca 2016 finale z Chile (28:24) zdobył trzy bramki. W sierpniu 2016 uczestniczył w igrzyskach olimpijskich w Rio de Janeiro (7. miejsce) – zagrał w sześciu spotkaniach, rzucając 21 goli. W 2017 wziął udział w mistrzostwach świata we Francji, podczas których rzucił 29 bramek i miał 21 asyst. W 2018 wywalczył wicemistrzostwo Ameryki – w rozegranym 24 czerwca 2018 meczu finałowym z Argentyną (24:29) zdobył cztery gole. W 2019 uczestniczył w mistrzostwach świata w Danii i Niemczech, w których rozegrał osiem spotkań i rzucił 37 bramek.

## Sukcesy
Reprezentacja Brazylii
- Mistrzostwo Ameryki: 2016
- 2. miejsce w mistrzostwach Ameryki: 2018

Indywidualne
- Król strzelców mistrzostw świata U-19: 2013 (64 bramki)[13]

## Statystyki
| Klub                            | Sezon     | Liga      | Liga | Liga | Liga |    | Puchar Polski | Puchar Polski | Puchar Polski |     | Europejskie puchary | Europejskie puchary | Europejskie puchary |     | Razem | Razem | Razem |
| Klub                            | Sezon     | Liga      | M    | B    | Śr.  | M  | B             | Śr.           | M             | B   | Śr.                 | M                   | B                   | Śr. |       |       |       |
| ------------------------------- | --------- | --------- | ---- | ---- | ---- | -- | ------------- | ------------- | ------------- | --- | ------------------- | ------------------- | ------------------- | --- | ----- | ----- | ----- |
| BM Granollers                   | 2014/2015 | ASOBAL    | 21   | 57   | 2,7  | –  | –             | –             | 5             | 16  | 3,2                 | 26                  | 73                  | 2,8 |       |       |       |
| BM Granollers                   | 2015/2016 | ASOBAL    | 9    | 47   | 5,2  | –  | –             | –             | –             | –   | –                   | 9                   | 47                  | 5,2 |       |       |       |
| BM Granollers                   | Razem     | Razem     | 30   | 104  | 3,5  | –  | –             | –             | 5             | 16  | 3,2                 | 35                  | 120                 | 3,4 |       |       |       |
| Wisła Płock                     | 2015/2016 | Superliga | 16   | 46   | 2,9  | 4  | 8             | 2             | 8             | 30  | 3,8                 | 28                  | 84                  | 3   |       |       |       |
| Wisła Płock                     | 2016/2017 | Superliga | 25   | 47   | 1,9  | 5  | 17            | 3,4           | 9             | 17  | 1,9                 | 39                  | 81                  | 2,1 |       |       |       |
| Wisła Płock                     | 2017/2018 | Superliga | 34   | 101  | 3    | 3  | 4             | 1,3           | 14            | 41  | 2,9                 | 51                  | 146                 | 2,9 |       |       |       |
| Wisła Płock                     | 2018/2019 | Superliga | 30   | 87   | 2,9  | 2  | 6             | 3             | 13            | 41  | 3,2                 | 45                  | 134                 | 3   |       |       |       |
| Wisła Płock                     | Razem     | Razem     | 105  | 281  | 2,7  | 14 | 35            | 2,5           | 44            | 129 | 2,9                 | 163                 | 445                 | 2,7 |       |       |       |
| Stan na koniec sezonu 2018/2019 |           |           |      |      |      |    |               |               |               |     |                     |                     |                     |     |       |       |       |